# Ghusal
Ghusal és un port de muntanya a Himachal Pradesh, a l'antic estat de Bashahr, a l'Himàlaia. Té propers els passos de Guna i de Nitrang a un a dos km cap al nord-oest. La seva altura és de 4.914 metres.